# Trauma físico
O traumatismo (do grego traûma: "ferida") é uma lesão ou ferida mais ou menos extensa, produzida por ação violenta, de natureza física ou química, externa ao organismo.
O termo "traumatismo" refere-se às consequências locais e gerais do trauma para a estrutura e o funcionamento do organismo. Neste sentido, "traumatismo" seria mais propriamente a consequência de um trauma. Porém, normalmente, "traumatismo" é utilizado como sinônimo de trauma físico. Politraumatizado é o paciente que tem múltiplos traumas.
As lesões traumáticas são responsáveis por mais de 3,2 milhões de mortes e mais de 312 milhões de feridos ao ano em todo o mundo. Nos Estados Unidos da América (EUA) mais de 60 milhões de pessoas, a maioria com idade até 40 anos, são vítimas de lesões traumáticas a cada ano.
O ATLS (Advanced Trauma Life Support, ou Suporte Avançado de Vida no Trauma – SAVT) e o Committee on Trauma sugerem que o trauma deve ser pensado como uma doença, não como um acidente, pois mais da metade das mortes e das lesões por trauma são evitáveis. Pensando como doença procuramos tratá-la, já como acidente não podemos fazer nada. Com esta mudança de pensamento iniciamos a prevenção do trauma, através da educação e leis que obrigam ao uso de capacetes, cintos de segurança, air bag, proibição de álcool ao dirigir e de drogas.
É a principal causa de morte entre adolescentes e adultos jovens, e quando não mata deixa graves sequelas para o resto da vida. O trauma reduz a expectativa de vida mais do que o câncer ou as doenças cardíacas.

## Prioridades no Atendimento
O atendimento ao paciente com múltiplos ferimentos (politraumatizado) segue a regra mnemônica do XABCDE:
- X - Hemorragia exsanguiante - Avaliação de possível hemorragia externa grave e com a existência confirmada a tomada da decisão de como conter o sangramento (torniquete ou outra forma de contenção menos invasiva).
- A - Airway - Via Aérea: Proteção da via aérea contra obstrução (vômito, corpo estranho, desabamento da língua, etc.) e controle da coluna cervical (imobilização temporária, que pode ser realizado simplesmente segurando a cabeça do paciente);
- B - Breathing - Respiração: Avaliação da expansibilidade pulmonar, que pode estar prejudicada por hemotórax, pneumotórax, fraturas múltiplas de costelas (tórax instável) etc.;
- C - Circulation - Circulação Sangüínea: Avaliação e (se possível) controle de perda sangüínea por hemorragias, lesões cardíacas e outras causas de baixo débito cardíaco;
- D - Disability - Déficit Neurológico: Avaliar lesões de tecido nervoso (intracraniano prioritariamente). Nessa fase já pode se avaliar a Escala de coma de Glasgow;
- E - Environment - Ambiente e exposição: Avaliar outras lesões que ainda não foram avaliadas e proteger o paciente contra hipotermia (retirando roupas molhadas, aquecendo,...).

## Tipos de traumas e suas consequências

### Trauma contuso ou contundente
O trauma contuso ocorre quando a vítima do trauma sofre um ferimento no qual não existe perfuração de tecido externo (cortes na pele e/ou músculos). A maioria destes traumas causa as seguintes complicações:
- Hemorragia interna - normalmente ocorre por lesão grave em algum órgão ou tecido interno.
- Parada cardiorrespiratória ou arritmia cardíaca - ocorre quando o trauma atinge o peito da vitima causando uma arritmia que pode se tornar uma parada cardiorrespiratória.
- Lesões encefálicas - ocorre quando o impacto causa uma lesão no cérebro ou medula espinhal.

Na maioria das vezes estes traumas são causados por:
- Atropelamentos - 47% das vezes;
- Colisão de veículos - 27% das vezes;
- Quedas - 13% das vezes;
- Outros (socos, impactos...) - 13% das vezes.

Um exemplo de famoso que faleceu em decorrência de um trauma contuso foi o mágico e ilusionista Harry Houdini após ter seu apêndice lacerado por um soco.

### Trauma cortante
O trauma cortante ocorre quando a vitima do trauma sofre um ferimento no qual existe laceração de tecido através de um ferimento inciso. As complicações oriundas destes traumas normalmente são a:
- Hemorragia externa - ocorre quando o trauma atinge alguma artéria ou veia causando uma hemorragia externa grave.
- Amputação - ocorre quando o trauma é de uma extrema gravidade em algum membro da vitima.

A maioria das vezes estes traumas são causados por:
- Golpes de armas brancas (causando cortes como navalhas);
- Colisão entre veículos;
- Acidentes de trabalho;
- E outros.[9][7]

### Trauma perfurante
O trauma perfurante ocorre quando a vítima do trauma sofre um ferimento no qual existe perfuração de tecido através de um ferimento perfurante. A principal complicação oriunda destes traumas normalmente são:
- Hemorragia interna - quando o trauma atinge algum tecido interno da vítima causando grande perda de sangue.

A maioria das vezes esses traumas são causados por:
- Golpes de armas brancas (causando perfurações como estiletes, punhais ou tesouras);
- Acidentes de trabalho;
- E outros.[9][7]

Uma famosa que foi assassinada em decorrência de um trauma deste tipo foi a atriz Daniella Perez. Ela foi morta a punhaladas pelo colega de trabalho Guilherme de Pádua e por sua esposa Paula.

### Trauma perfuro-cortante
Um trauma pefuro-cortante é um trauma onde existe um corte e uma perfuração de tecido que ocorrem de forma simultânea, os riscos destes traumas normalmente são:
- Hemorragia interna - quando o trauma atinge algum tecido interno da vítima causando grande perda de sangue;
- Hemorragia externa - ocorre quando o trauma atinge alguma artéria ou veia causando uma hemorragia externa grave.
- Amputação - ocorre quando o trauma é de uma extrema gravidade em algum membro da vitima.

A maioria das vezes estes traumas são causados por:
- Golpes de facas;
- Acidentes de carro;
- Acidentes de trabalho;
- E outros.[9][7]

Famosos que morreram em decorrência deste tipo de trauma foram o ator Robert Knox que morreu após ser esfaqueado durante uma briga na saída de um bar, e a atriz Sharon Tate que morreu após ser esfaqueada por seguidores de Charles Manson.

### Trauma perfuro-contuso
Um trauma perfuro-contuso é um trauma onde existe uma lesão perfurante que acaba causando um dano interno pelo impacto, normalmente estão diretamente relacionados a lesões por armas de fogo, os riscos destes traumas normalmente são os seguintes:
- Hemorragia interna - quando o trauma atinge algum tecido interno da vítima causando grande perda de sangue;
- Hemorragia externa - ocorre quando o trauma atinge alguma artéria ou veia causando uma hemorragia externa grave;
- Perfuração de órgão vital - ocorre quando o trauma acaba por causar uma grande lesão interna em um órgão vital para vida humana.

A maioria das vezes estes traumas são relacionados a armas de fogo ou acidentes de viação, entre outras causas.

## Classificação do sangramento conforme seu volume
O American College of Surgeons divide os sangramentos em 4 classes:
| Classe | Sangramento (mL) | Sangramento (%) | Sintomas                                                       |
| ------ | ---------------- | --------------- | -------------------------------------------------------------- |
| I      | ~750mL           | ~15%            | Em geral, cursa assintomático                                  |
| II     | ~750-1 500mL     | ~15-30%         | Cursa apenas com taquicardia e ansiedade                       |
| III    | ~1 500-2 000mL   | ~30-40%         | Apresenta hipotensão arterial, taquidispnéia e confusão mental |
| IV     | >2 000mL         | >40%            | Letargia, taquidispnéia, hipotensão arterial e diurese ausente |